# Dragon (plant)
Dragon (Artemisia dracunculus) is een vaste plant uit de composietenfamilie (Asteraceae), afkomstig uit Centraal-Azië. De soort wordt gebruikt als keukenkruid.

## Naamgeving
De soortaanduiding dracunculus betekent "kleine draak". Dit zou duiden op de gekrulde wortel en de vorm van de bladeren, die wat weg zouden hebben van drakentongen.
In het Nederlands staat het kruid ook bekend onder de namen slangenkruid, drakenkruid, drakenbloed, keizerssla en klapperkruid, in het Afrikaans als draakplant.

## Oorsprong en geschiedenis
Dragon komt in het wild voor in vrijwel alle landen van Azië, op het Arabisch Schiereiland, in de centrale en westelijke delen van Noord-Amerika tot in Mexico, evenals in Oost-Europa, Spanje en Portugal. In West- en Centraal-Europa is de plant in de vorm van "Franse dragon" later geïntroduceerd. 
In de eerste eeuw n. Chr. werden door Plinius de Oudere twee planten met de naam "dracunculus" beschreven, waarbij de beschrijving maar gedeeltelijk met dragon overeenkomt. De eerste vermeldingen van dragon in Europese kruidenboeken dateren uit de 17e eeuw.

## Beschrijving
Dragon is een krachtige, meerjarige, kruidachtige plant of kleine struik, die 60 tot 120 cm hoog wordt. De bladeren zijn ongedeeld, smal en lancetvormig, de groen-gele bloemetjes hebben een korte steel en zijn ca 2-3 mm groot.

## Variëteiten
Er bestaat grote variatie in samenstelling en morfologie tussen verschillende regionale variëteiten van dragon. Dit is mede toe te schrijven aan het veelvuldig en in uiteenlopende mate optreden van polyploïdie bij deze soort. Dat verklaart ook waarom er een grote diversiteit aan fytochemische profielen bestaat bij deze soort en er inconsistenties bestaan bij de taxonomische indeling. Volgens de huidige botanische classificatie wordt Artemisia dracunculus niet onderverdeeld in ondersoorten.

### Franse en Russische dragon
Meestal worden er twee cultivars beschreven: Franse dragon (soms Duitse dragon genoemd) en Russische (of wilde) dragon. Beide verschillen duidelijk qua samenstelling, smaak en toepassing. Franse dragon is zoet en aromatisch en heeft een peperachtige anijsachtige smaak, terwijl de Russische dragon een bittere, minder uitgesproken smaak heeft. Franse dragon is waarschijnlijk via veredeling uit Russische dragon ontstaan. Het is een steriele tetraploïde die alleen via klonen en niet uit zaad vermeerderd kan worden.
In Engelstalige wetenschappelijke tijdschriften wordt vooral Franse dragon beschreven, terwijl in Russischtalige wetenschappelijke publicaties met name Russische dragon wordt beschreven. Franse dragon wordt daarin niet genoemd, wel worden in Russische publicaties zes variëteiten van Russische dragon beschreven. In de wetenschappelijke literatuur worden daarnaast nog andere regionale dragonvariëteiten beschreven (Italiaans, Pools, Iraans, Amerikaans) op basis van verschillen in de samenstelling van de etherische olie.

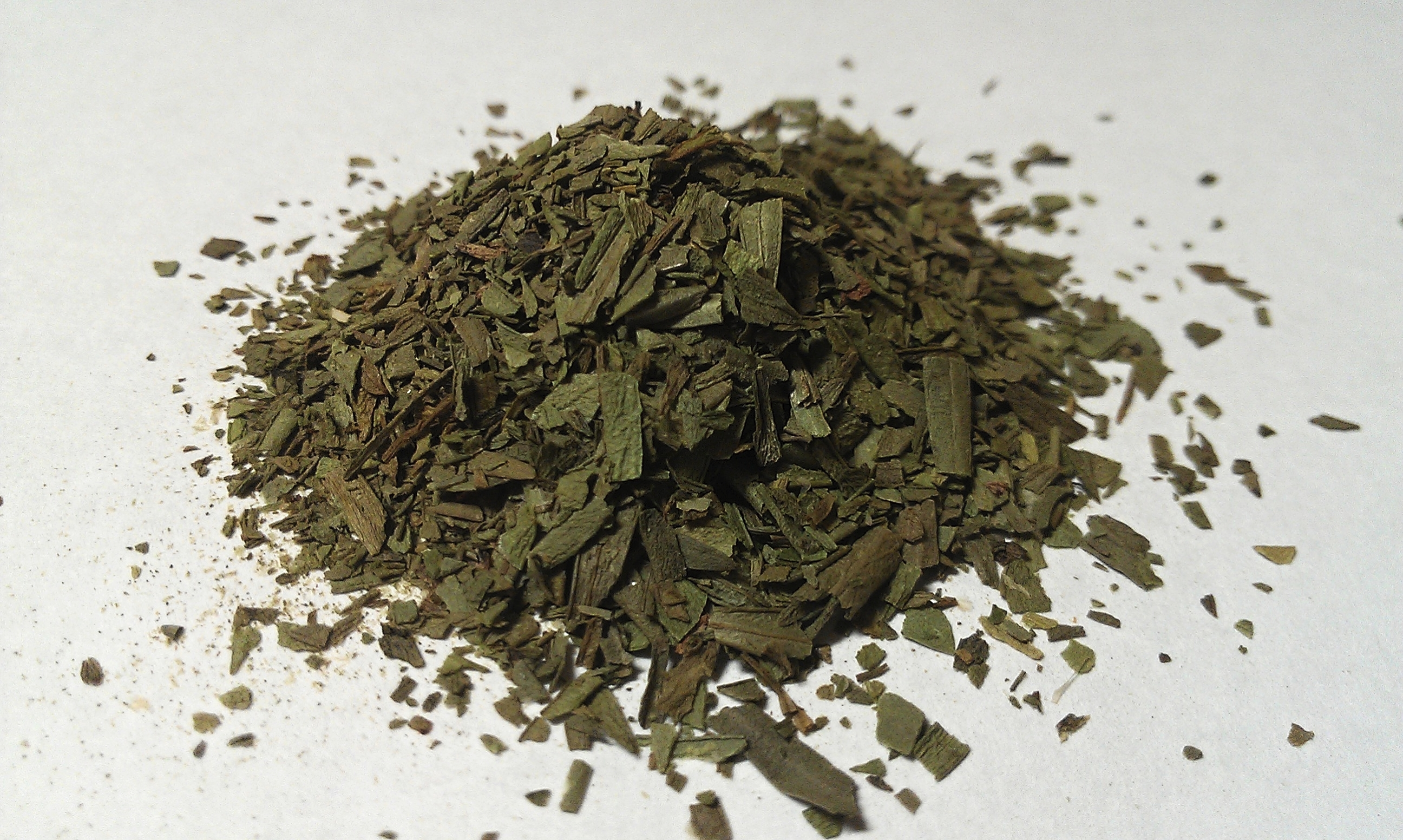
Gedroogde dragon

## Culinair gebruik
De aromatische eigenschappen van dragon hebben het kruid een plaats in veel culinaire tradities in Azië en Europa bescheerd. Zowel de blaadjes als de bloemen zijn eetbaar. De plant kan zowel vers, zout en zuur ingelegd en gedroogd gegeten worden.

### Europa

#### Frankrijk
Dragon is in Frankrijk een populair keukenkruid. Het vormt een bestanddeel van de fines herbes, een kruidenmengsel dat vaak gebruikt wordt om soepen, eieren en boter op smaak te brengen. Het is bovendien bekend als ingrediënt in klassieke sausen zoals bearnaise en bechamel, maar het wordt ook vaak gebruikt in vinaigrettes en mosterd (dijonmosterd). 

#### Hongarije
In Hongarije wordt dragon gebruikt bij de bereiding van schapenvlees en kaas. Ook wordt dragonthee in Hongarije gedronken, dat een eetlustverbeterende en nierenreinigende werking zou hebben. 

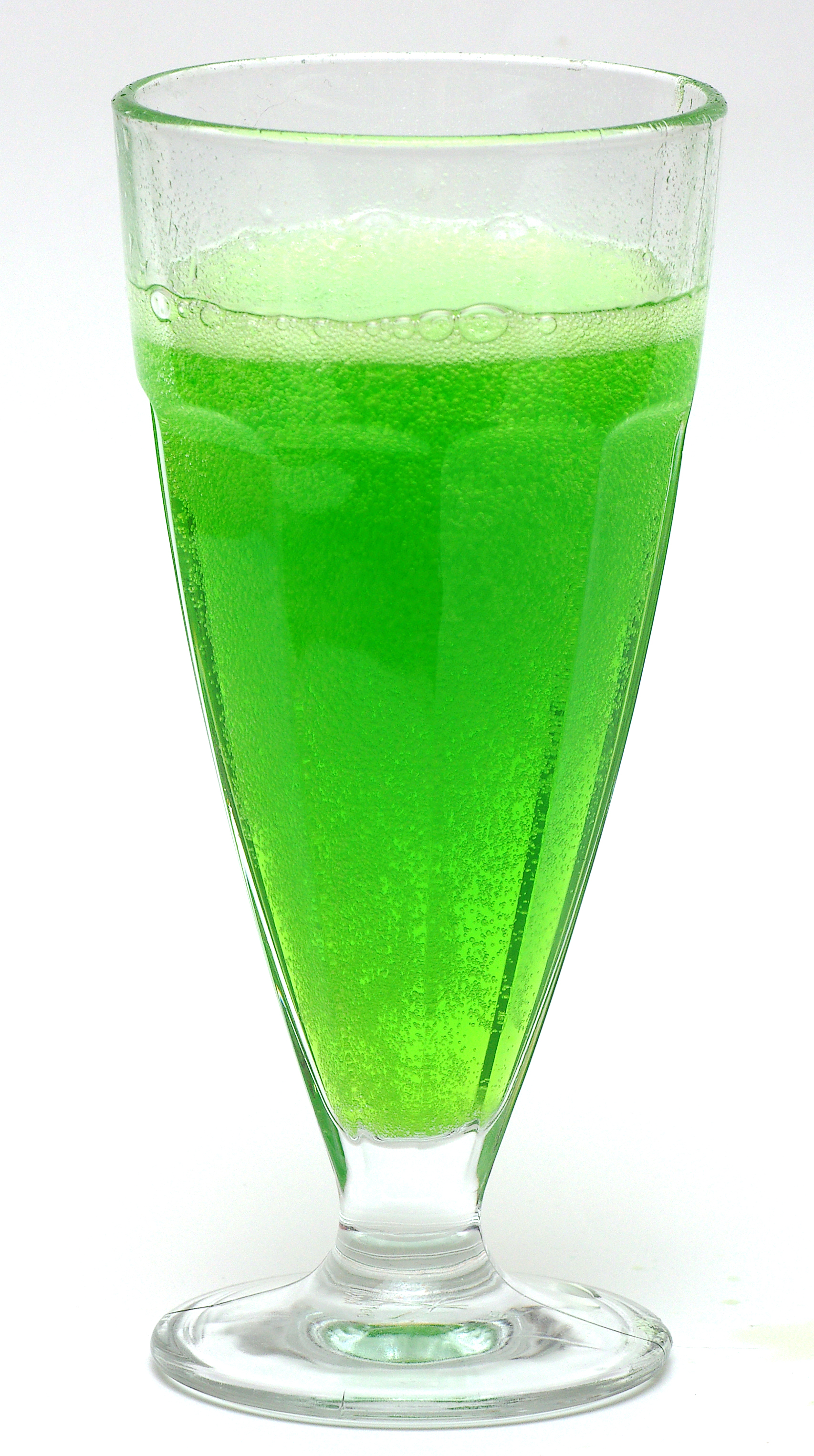
Tarchoen in een glas

#### Georgië
Russische dragon wordt gebruikt als essentiële smaakmaker van een in Georgië, Azerbeidzjan, Armenië, Estland, Rusland en Oekraïne populaire frisdrank, genaamd "Tarchoen" (ტარხუნა). Deze drank werd in 1887 uitgevonden door de Georgische apotheker Mitrofan Lagidze, die experimenteerde met het mengen van natuurlijke dragonsiroop en sodawater bij het bereiden van limonade.
Dragon behoort tot de populairste kruiden in Georgië en wordt vaak vers als gemengde salade gegeten. Bekende gerechten met dragon zijn gwezeli, een hartig gevuld gebak, tapamstwari, met gebraden oesterzwammen,  sjemtsvari kalmakhi, een gevulde vis en tsjakapoeli, een stoofpot met vlees en onrijpe pruimen.

### Midden-Oosten
De jonge uitlopers van dragon worden in het nabije oosten geserveerd als aperitiefhapje.

#### Syrië
In Syrië wordt dragon in labneh, een soort gezouten hangop, verwerkt. 

#### Turkije
In de Turkse keuken wordt dragon in soepen en salades gebruikt. Bij verschillende verse en droge deegwaren is dragon een deel van de vulling, zoals bij sommige börek. Galacoş, een gerecht uit de stad Bayburt met groene linzen, vlees en yoghurt, wordt traditioneel met dragon toebereid.

## Samenstelling
Dragon bevat diverse secundaire plantenstoffen, waarvan de belangrijksten coumarines, flavonoïden en fenolzuren zijn. Daarnaast bevat de plant sesquiterpenoïden en vitaminen.
De meeste wetenschappelijke aandacht gaat echter naar de etherische olie van dragon. Bij Russische dragon zijn terpineen-4-ol, sabineen en elemicine de belangrijkste componenten in de etherische olie en zijn naar verhouding maar weinig methyleugenol (circa 10%) en estragol (circa 3%) aanwezig. In de etherische olie van Franse dragon zijn de belangrijkste stoffen estragol (tot maximaal 82%) en methyleugenol (tot maximaal 39%), elemicine (tot maximaal 57%) en terpinoleen (tot maximaal 25%).
Bij dierproeven en ander onderzoek blijken estragol en methyleugenol gentoxisch te zijn en daarmee mogelijk kankerverwekkend. De gehaltes estragol en methyleugenol zijn ook afhankelijk van het oogstmoment: in het begin van de zomer is het gehalte methyleugenol het hoogst en daalt daarna. Naarmate de zomer vordert, stijgen juist de estragolgehaltes. Bij het koken verdampen deze vluchtige bestanddelen van dragon.

## Farmacologische eigenschappen
- In vitro blijkt de etherische olie van dragon antibacteriële activiteit te bezitten tegen een groot aantal pathogene bacteriën, waaronder Staphylococcus aureus, Pseudomonas aeruginosa, Shigella, Listeria monocytogenes, Staphylococcus epidermidis en Bacillus subtilis. Tegen een aantal schimmels vertoont het in vitro een matige antifungale werking.[3]
- Russische dragon wordt in de volksgeneeskunde van Rusland en midden Azië toegepast, vooral ter behandeling van stoornissen van het maag-darmkanaal.[7] Het zou de eetlust stimuleren en helpen om gifstoffen uit het lichaam te werken.
- In de Iraanse traditionele geneeskunde, werden de gedroogde bovengrondse delen van de russische dragon gebruikt bij de behandeling van epilepsie.[5] Bij muizen blijkt de etherische olie uit de bovengrondse delen inderdaad epileptische insulten te kunnen verminderen.[8]
- Recente studies wijzen echter ook op een mogelijke hypoglykemische werking en toepasbaarheid van Russische dragon bij diabetes.[7] Bij verschillende dieren blijkt dragon hyperglykemie tegen te kunnen gaan en de werking van insuline te verbeteren.[5] Een ethanolisch extract van Russische dragon remt tevens het enzym aldosereductase, het enzym dat de omzetting van glucose naar sorbitol katalyseert.[9] Aldosereductaseremmers worden in de geneeskunde onderzocht als een manier om oog- en zenuwschade te voorkomen bij mensen met diabetes.